# Дуб «Литяцький»
Дуб «Литя́цький» — віковий дуб, ботанічна пам'ятка природи місцевого значення в Україні. Розташована на території Чортківського району Тернопільської області, в селі Литячі (південна околиця села).
Площа — 0,03 га, статус отриманий у 1972 році. Перебуває у віданні Литячівської сільської ради.
2010 року увійшла до складу регіонального ландшафтного парку «Дністровський каньйон».

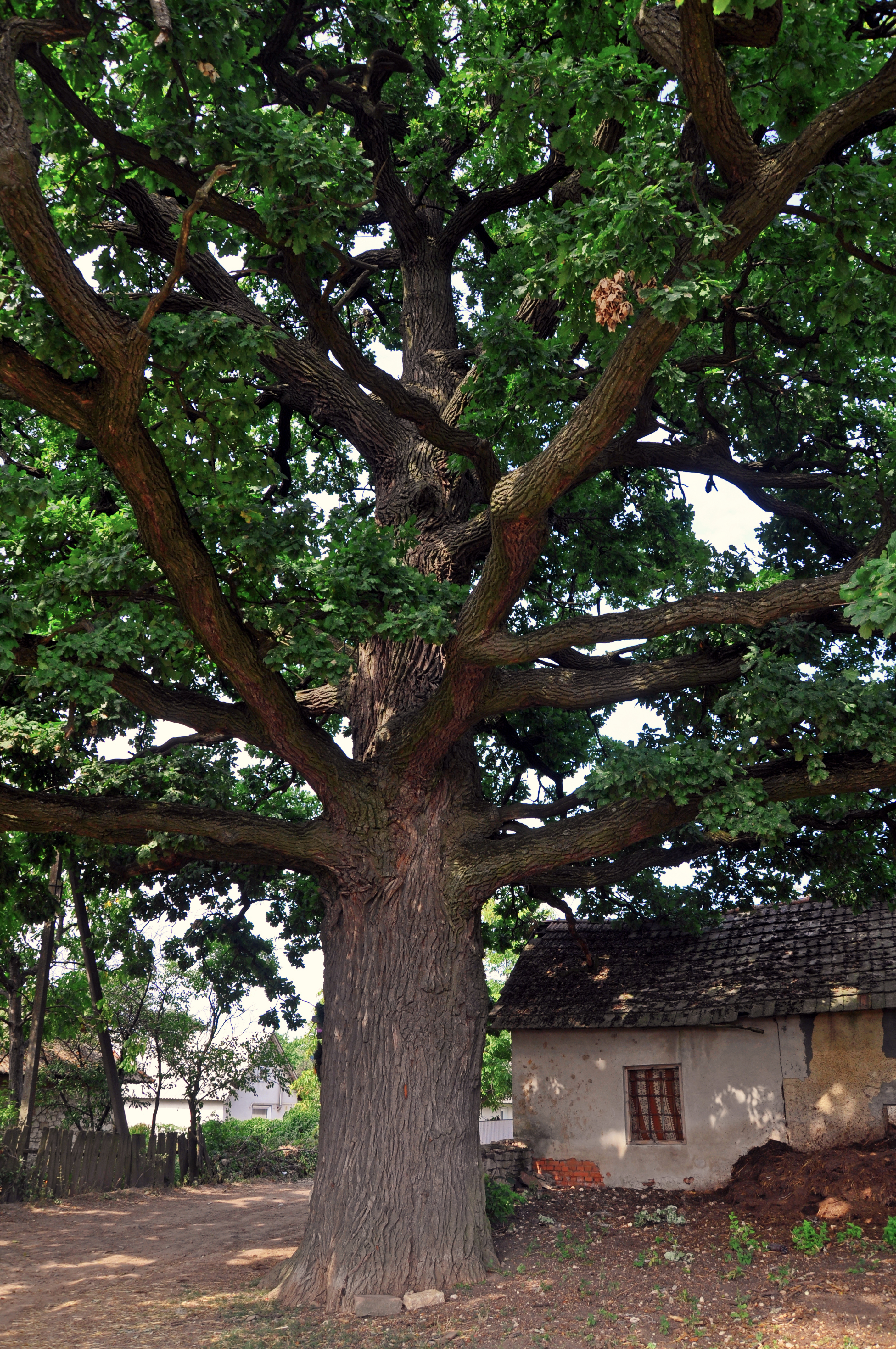
Дуб «Литяцький»